# École nationale supérieure agronomique de Toulouse
 (octobre 2022).
Si vous disposez d'ouvrages ou d'articles de référence ou si vous connaissez des sites web de qualité traitant du thème abordé ici, merci de compléter l'article en donnant les références utiles à sa vérifiabilité et en les liant à la section « Notes et références ».
Ne doit pas être confondu avec ENSSAT ou ENSSSAT.
L’école nationale supérieure agronomique de Toulouse (Toulouse INP-ENSAT) est l'une des 204 écoles d'ingénieurs françaises accréditées au 1er septembre 2020 à délivrer un diplôme d'ingénieur.
Composante de l’institut national polytechnique de Toulouse, elle est située en France, région Occitanie à Auzeville-Tolosane en banlieue toulousaine. Elle forme des ingénieurs agronomes. L'école délivre également des diplômes de mastère spécialisé, de master, et de doctorat.

## Historique
L'ENSAT est fondée en 1909 par Paul Sabatier, Prix Nobel de chimie. L'école s'appelle alors l'Institut agricole de Toulouse. En 1948, l'école s'installe avenue de Muret (emplacement de l'actuel no 143) et devient École nationale supérieure agronomique de Toulouse. En 1970, l'ENSAT participe à la création de l'Institut national polytechnique de Toulouse (INPT), avec l'ENSEEIHT et l'ENSIACET. Au 1er janvier 1998, l'ENSAT s’implante au cœur de l'Agrobiopole Toulouse-Auzeville, rejoignant l'Institut national de la recherche agronomique, l'École nationale supérieure de formation de l'enseignement agricole et le lycée agricole d'Auzeville-Tolosane.

## Formations

### Ingénieur agronome
Les étudiants sont majoritairement issus des classes préparatoires biologie, chimie, physique et sciences de la terre (BCPST).
Le cursus dure trois ans. L’enseignement comporte trois axes : les sciences du vivant, les sciences de l'ingénieur et les sciences économiques et sociales. La formation est complétée par plusieurs périodes de stages, dès la première année.
Afin d'obtenir le diplôme d'ingénieur agronome, les étudiants doivent obligatoirement valider au moins trois mois de projet à l'étranger (Échanges et stages compris). Il est possible d'intégrer au sein du cursus d'ingénieur agronome, une année de césure entre la deuxième et la troisième année, pour effectuer un projet à l'international ou en entreprise, tout en gardant le statut d'étudiant de l'ENSAT.
L'étudiant se spécialise en troisième année dans l'un des neuf diplômes d’agronomie approfondie :
- Agrobiosciences végétales
- Systèmes et produits de l'élevage
- Agroécologie : du système de production au territoire
- Biologie computationnelle appliquée aux biotechnologies vertes et blanches
- Industries agroalimentaires
- Agrogéomatique
- Génie de l’environnement
- Qualité de l’environnement, gestion des ressources
- Ingénierie des développements durables
- Agro-Management

Selon le classement 2012 des grandes écoles d'ingénieurs publié par les magazines l'Étudiant et l'Expansion, elle est classée deuxième école agronomique, après l'AgroParisTech.

### Masters
L’établissement délivre le diplôme de master dans trois mentions : écologie, Microbiologie - Agrobiosciences et Géographie et Aménagement.
- Master 2 Géomatique[5]
- Master 2 Recherche Élaboration de la Qualité des produits et de la Sécurité des Aliments[6]
- Master 2 Professionnel Qualité des Produits et Sécurité Alimentaire[7]
- Master 2 Professionnel 2 Écologie et Biosciences de l'Environnement[8]

### Mastères spécialisés
L’ENSAT propose un mastère spécialisé : Gestion du Développement Durable et du Changement Climatique (en partenariat avec l’ESC Toulouse et l’École nationale de la météorologie).

### Le diplôme national d'œnologue
La formation du diplôme national d'œnologue (DNO) d'une durée deux ans et de niveau Bac+5, associe cours (viticulture, œnologie, chimie, droit et législation viti-vinicole, économie, informatique, management, marketing, comptabilité, gestion, langues), travaux pratiques, visites d'entreprises et stages.
Ce diplôme est co-accrédité par deux universités : l'INP (avec la participation de l'ENSAT et l'ENSIACET) et la Faculté de Pharmacie de l'Université Paul Sabatier. L'Université de Toulouse est donc l'un des cinq centres délivrant le DNO en France, seul diplôme reconnu pour le titre d'œnologue français.
Les candidats au DNO doivent être titulaires d'un niveau équivalent à une Licence (Bac +3) dans un domaine scientifique tels que la biologie, l'agronomie, la biochimie, la chimie etc., et sont recrutés sur dossier. Les étudiants de l'ENSAT ont la possibilité, à l'issue de leur première année du cursus ingénieur, de postuler pour l'admission en double cursus avec le DNO.
Cette formation est ouverte à la formation initiale, la formation continue, les VAE ainsi que, depuis 2013, à la formation par apprentissage en alternance.
Il est important de noter qu'il existe une année de mise à niveau au sein de l'INP pour les candidats proche du milieu du vin mais n'ayant pas les prérequis nécessaires (par exemple : commerce du vin).

### Autres formations diplômantes
- Diplôme des Hautes Études Technologique (DHET) Sciences agronomiques
- Diplôme de Recherche Universitaire (DRU)

Toutes les formations proposées par l'INP-ENSAT sont ouvertes à la validation d'acquis par l'expérience (VAE) et accessibles en formation continue. Elle offre également une formation d'ingénieur par apprentissage spécialisée en Génie des Agro Chaînes.

### Les doctorats
L'ENSAT est habilitée à délivrer des doctorats.
Elle est rattachée[pas clair] à trois écoles doctorales:
- École doctorale SEVAB : Sciences écologiques, vétérinaires, agronomiques et bio-ingénieries
- École doctorale EDSDM : Sciences de la Matière
- École doctorale TESC : Temps – Espaces – Sociétés – Cultures
- École doctorale S.D.U.2.E : Sciences de l'univers de l'environnement et de l'espace

## La recherche
L'ENSAT est l'une des tutelles de six laboratoires de recherche organisés sous forme d'unités mixtes de recherche, dans les domaines de l'agronomie et de l'environnement :
- Dynamiques et écologie des paysages agriforestiers : DYNAFOR
- Agroécologie, innovations, territoires : AGIR
- Laboratoire écologie fonctionnelle et environnement : EcoLab
- Génomique et biotechnologie des fruits : GBF
- Génétique, physiologie et systèmes d'élevages : GENPHYSE
- Laboratoire de génie chimique : LGC

Ces laboratoires ont récemment (2011) été évalués par l'Agence d'évaluation de la recherche et de l'enseignement supérieur, qui a décerné la meilleure note (A+) aux laboratoires LGC et GBF et la note A aux quatre autres laboratoires,,,,,,.

## Classements
|                  | 2019 (Rang) | 2020 (Rang) |
| ---------------- | ----------- | ----------- |
| L’Étudiant       | 110-120     | 86          |
| L'Usine nouvelle | 102         | 83          |
| DAUR             | 22          | 33          |

## Vie étudiante
L’association des Élèves de l'ENSAT est administrée par six bureaux : le Bureau Des Élèves (BDE), le Bureau Des Sports (BDS), le Bureau Des Arts (BDA), le Bureau des Apprentis (BDAPP), la K’Fêt de jour, et la K’Fêt de nuit.